# 西洋港徐氏宗祠
西洋港徐氏宗祠位于中国浙江省宁波市海曙区古林镇西洋港村仓门自然村，清代建筑，建筑坐北朝南，为合院式建筑，由门楼两厢及大殿组成，门楼位于院墙正中，为砖雕石库门，天井两侧施厢房，2014年7月16日公布为鄞州区文物保护单位，2018年12月28日因行政区划调整公布为海曙区文物保护单位。